# La Vie en rose (film, 1948)
Pour les articles homonymes, voir La Vie en rose (homonymie).
Pour plus de détails, voir Fiche technique et Distribution.
La Vie en rose est un film français de Jean Faurez sorti en 1948.

## Synopsis
Dans un collège, François, jeune surveillant, est amoureux de la fille du proviseur. Un de ses collègues, Robert Turlot, soupire également auprès de Colette.

## Fiche technique
- Réalisation : Jean Faurez
- Assistant-réalisateur : Jean Laviron
- Scénario : René Wheeler
- Dialogues : Henri Jeanson
- Décors : René Moulaert
- Photographie : Louis Page
- Montage : Suzanne de Troye
- Son : René Louge
- Musique : Georges Van Parys
- Directeur de production : Robert Lavallée,
- Producteurs : Raoul Ploquin et André Halley des Fontaines
- Sociétés de production : Les Films Raoul Ploquin et UGC
- Sociétés de distribution :  AGDC (1948), René Château Video (VHS, 1996 et DVD, 2016)
- Format : Son mono - Noir et blanc - 35 mm  - 1,37:1
- Genre : Film dramatique
- Durée : 100 minutes
- Date de sortie : France : 14 avril 1948
- Affiche : Bernard Lancy (France)

## Distribution
- Louis Salou : Robert Turlot
- François Périer : François Lecoc
- Colette Richard : Colette Palisse
- Simone Valère : Simone Plancoët
- François Patrice : Della Rocca
- Pierre-Jacques Moncorbier : un professeur
- Jean Berton : un professeur
- Eugène Yvernès : un professeur
- Serge Emrich : Michel Plancoët
- Jacques Mercier : Poupard
- Emile Chopitel : M. Plancoët, l'aubergiste
- Gustave Gallet : M. Palisse
- Claire Olivier : Mme Palisse
- Jacqueline Beyrot : la mariée
- Serge Lecointe
- Maurice Barnay : un élève
- Marina de Berg : la bonne
- Robert Le Fort : le porteur
- Jean Sylvain : le garçon d'honneur
- Jacques Ory : le fiancé idiot de Colette
- Albert Broquin
- René Pascal
- Jean-Jacques Lécot
- Christian Martaguet : un élève

## Commentaires
- Jean Tulard : « L'un des plus jolis films de l'après-guerre, d'une étonnante inspiration onirique et où le rêve se mêle à la réalité. »[1]